# Capra girgentana

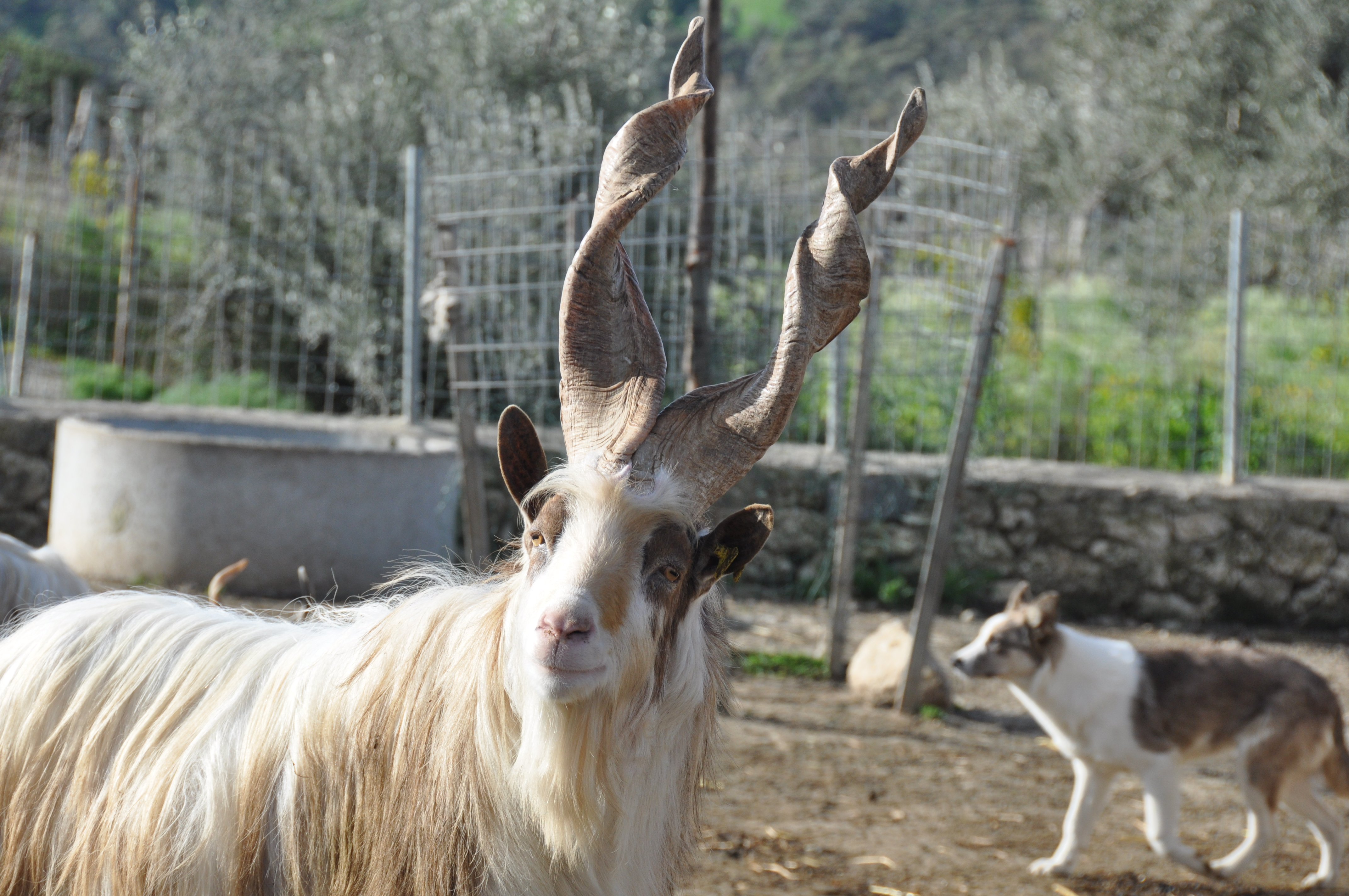
La capra girgentana

La capra girgentana (o agrigentina) è una varietà di capra propria dell'agrigentino, utilizzata per la produzione di latte. È caratterizzata da una peculiare forma delle corna, attorcigliate a forma di spirale.